# Воронові
Во́ронові або крукові (Corvidae) — вельми поширена родина птахів ряду горобцеподібних (Passeriformes), що включає таких птахів як граки, галки, горіхівки, круки, сороки й сойки. Зазвичай до родини воронових включають 113—120 видів птахів (26 родів), що представлені на всіх континентах окрім Антарктиди.

## Назва родини
Назва родини українською — «воронові» — пов'язана з назвою типового роду, яким є Corvus (Corvus → Corvidae), українську назву якого асоціюють з номеном «ворона» або «ворон». Останню назву, попри її поширення в словниках (напр. в СУМ [Архівовано 3 червня 2021 у Wayback Machine.]), сучасні дослідники уникають, замінюючи її на «крук», тим самим визнаючи зв'язок назви родини «воронові» з номеном «ворона».

## Загальна характеристика
Усі воронові мають міцну будову, велику голову, сильні ноги та міцний дзьоб із ніздрями, які прикриті жорсткими щетинистими пір'ями. Лише у дорослих гайворонів пір'я навколо дзьоба зношується, у результаті чого стає видною шкіра птаха. У багатьох є місткий під'язичний мішечок, у якому вони носять їжу для пташенят. У дрібних, переважно лісових птахів крила короткі, округлі, у великих ‒ подовжені, з пальцеподібними кінцями махового пір'я, що трохи схожі на крила хижих птахів. Голоси воронових зазвичай грубі, голосні ‒ каркання, тріск, скрегіт, пронизливі свисти й вигуки (проте деякі птахи родини воронових можуть мелодійно співати, а також чудово імітують звуки (в тому числі й людську мову). Живуть у середньому від 20 до 40 років, проте у кожного представника виду життєвий цикл індивідуальний.

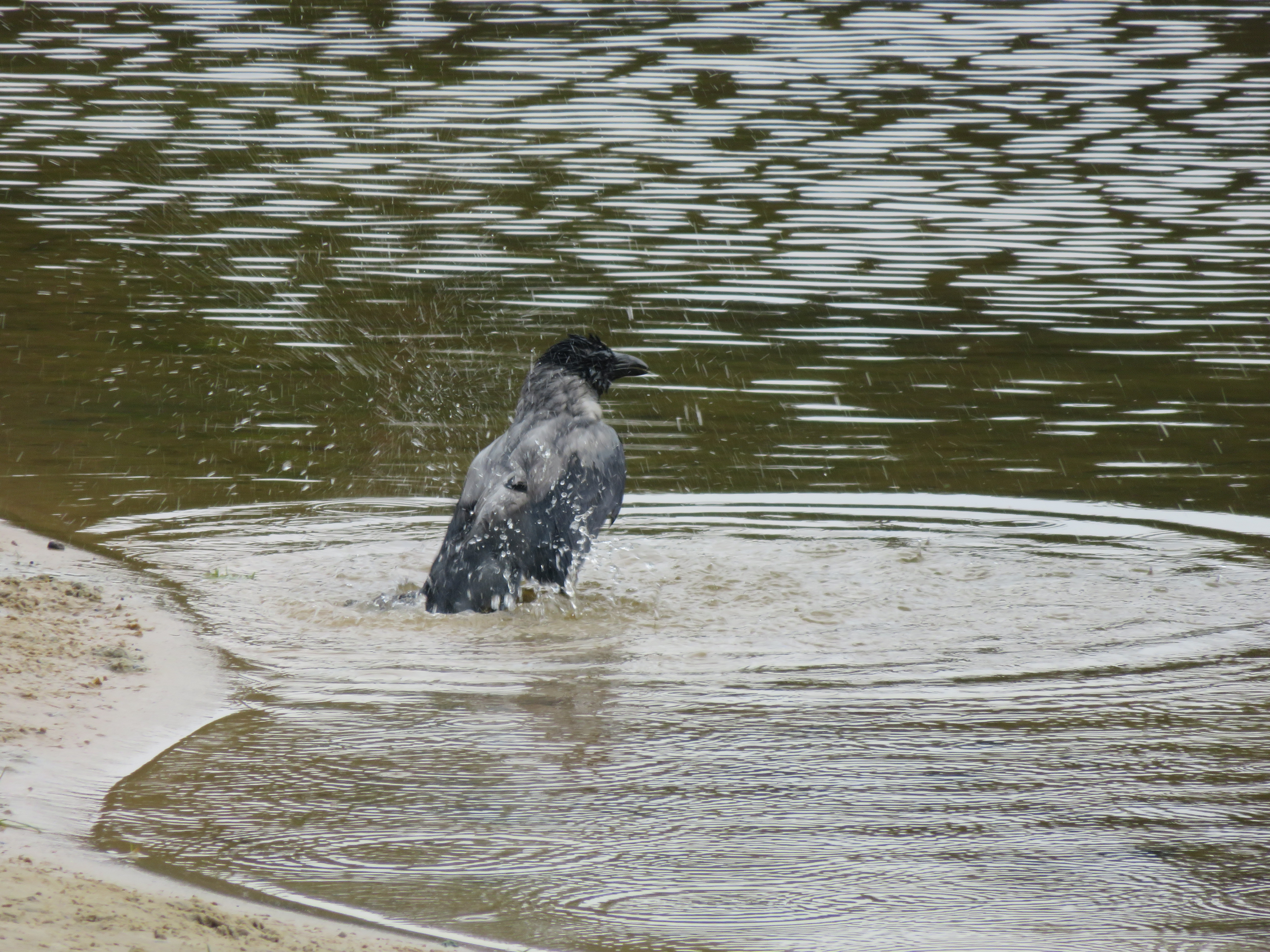
Сіра ворона, також відома як ґава, купається у ставку

### Інтелект
У воронових гарно розвинута навичка добування корму ‒ вони можуть відкривати сміттєві контейнери у пошуках їжі, розмочують скоринки хліба в калюжах, розбивають горіхи кладучи їх на рейки, видавлюють рештки їжі з тюбиків і пластмасових контейнерів, підкладаючи їх під колеса автомобілів. Багато хто робить поживні запаси.
У міських представників родини існують постійні місця ночівлі й годування, а також шляхи перелетів між ними.
Деякі великі воронові (такі як круки, сороки) мають доволі високий інтелект, подібний до вищих приматів.

### Соціальна поведінка
Стайні птахи, швидко пристосовуються до навколишніх умов, можуть приходити на допомогу одне одному.
Відомо, що молоді птахи часто грають в складні навчальні ігри, в тому числі й колективні, що вимагають певного інтелекту. Наприклад, вони підкидають гілочки в повітря намагаючись їх зловити; лягають на спину і перебирають якийсь предмет ногами і дзьобом; спільно грають у гру на кшталт «царя гори»: намагаються зіштовхнути одне одного з певного місця; утримуючи якийсь предмет у дзьобі, літають і зіштовхуються з іншими птахами аж до тих пір, поки предмет не впаде на землю. Також воронові люблять кататися на схилах дахів, куполам церков, неначе з гірки.
Можуть дражнити інших тварин (таких як собаки чи коти) збираючись гуртами та клюючи звіра.

### Живлення
Воронові всеїдні. У великих північних видів значне місце займає полювання за яйцями і пташенятами інших птахів, пошук падла й збір різноманітних інших типів їжі.

### Розмноження
Пари у воронових складаються на все життя, вони разом будують гнізда на верхівках дерев, насиджують кладку і годують виводок.
Молоді птахи можуть підтримувати відносини з батьками впродовж кількох років.

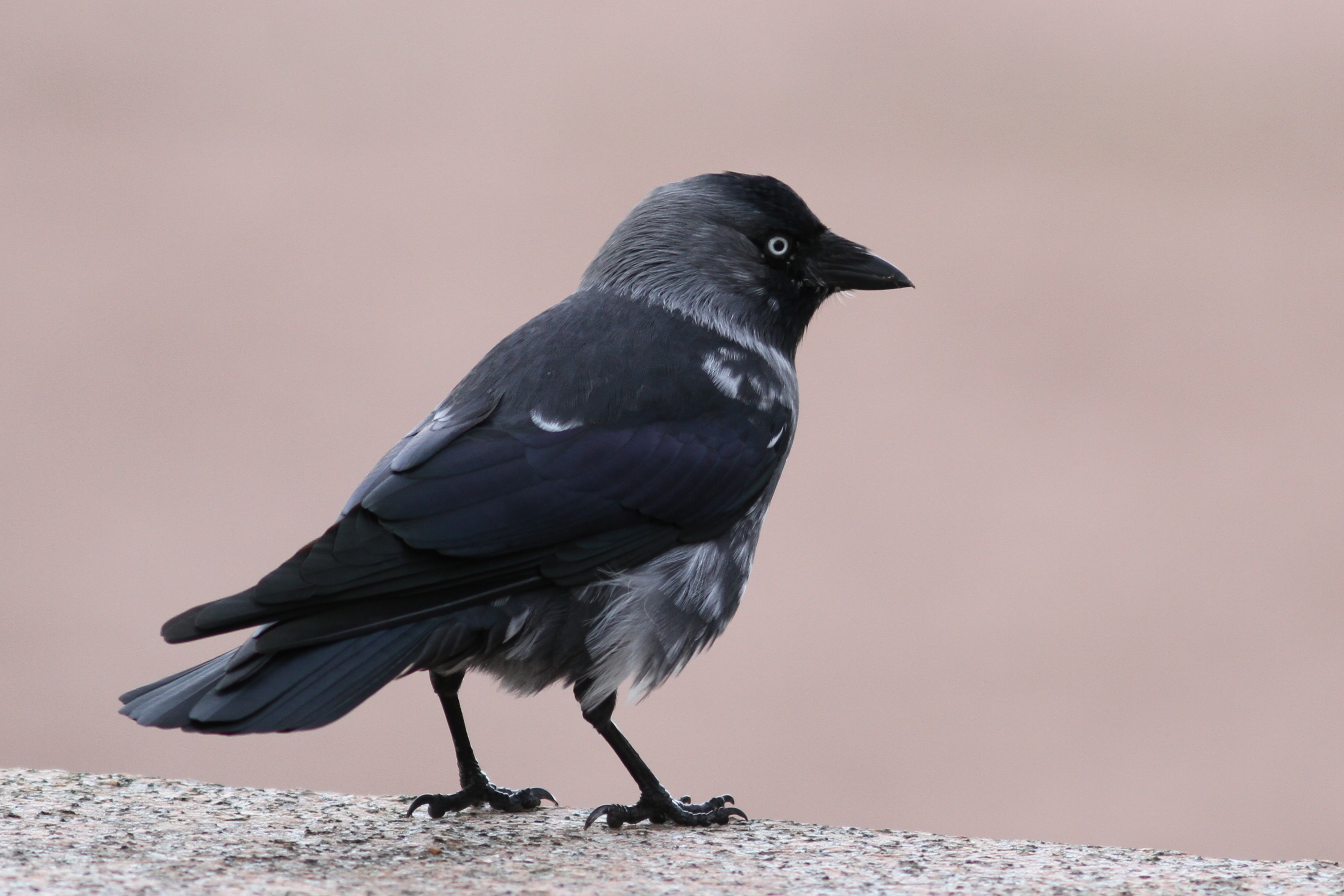
Галка

## Фауна України
На території України проживає 10 видів:
- Кукша тайгова (Perisoreus infaustus, в Україні рідкісний залітний птах)
- Сойка (Garrulus glandarius)
- Сорока (Pica pica)
- Горіхівка (Nucifraga caryocatactes)
- Галка альпійська (Pyrrhocorax graculus), в Україні рідкісний залітний птах
- Галка (Corvus monedula)
- Грак (гайворон) (Corvus frugilegus)
- Ворона чорна (Corvus corone), є лише історичні джерела про присутність птаха в Україні
- Ворона сіра (Corvus cornix)
- Крук (Corvus corax)

## Роди
- Чагарникова сойка (Aphelocoma) — 7 видів;
- Строката сойка (Calocitta) — 2 види;
- Циса (Cissa) — 4 види;
- Крук (Corvus) — 46 видів;
- Лісова вагабунда (Crypsirina) — 2 види;
- Сизойка (Cyanocitta) — 2 види;
- Пая (Cyanocorax) — 17 видів;
- Гагер (Cyanolyca) — 9 видів;
- Блакитна сорока (Cyanopica) — 2 види;
- Вагабунда (Dendrocitta) — 7 видів;
- Сойка (Garrulus) — 3 види
- Блакитна сойка (Gymnorhinus) — 1 вид;
- Горіхівка (Nucifraga) — 3 види;
- Кукша Perisoreus — 3 види;
- Сорока (Pica) — 3-4 види;
- Чубата сойка (Platylophus) — 1 вид;
- Чорна сорока (Platysmurus) — 2 види;
- Джиджітка (Podoces) — 4 види;
- Бура пая (Psilorhinus) — 1 вид;
- Піакпіак (Ptilostomus) — 1 вид;
- Альпійська галка (Pyrrhocorax) — 2 види;
- Колючохвоста сорока (Temnurus) — 1 вид;
- Кіта (Urocissa) — 5 видів;
- Чагарникова джиджітка (Zavattariornis) — 1 вид.

## Викопні форми
Найдавніші скам'янілості воронових датуються серединою міоцену в Європі, приблизно 17 мільйонів років тому; Miocorvus і Miopica можуть бути предками ворон і деяких сорок, або подібними до живих форм через конвергентну еволюцію:
- Miocorvus (міоцен, Франція);
- Miopica (міоцен, Україна)
- Miocitta (міоцен, США)
- Protocitta (плейстоцен, США)
- Henocitta (плейстоцен, США)

Крім того, існують численні викопні види існуючих родів з міоцену-пліоцену, головним чином з європейські види Corvus.